# Coup de grâce

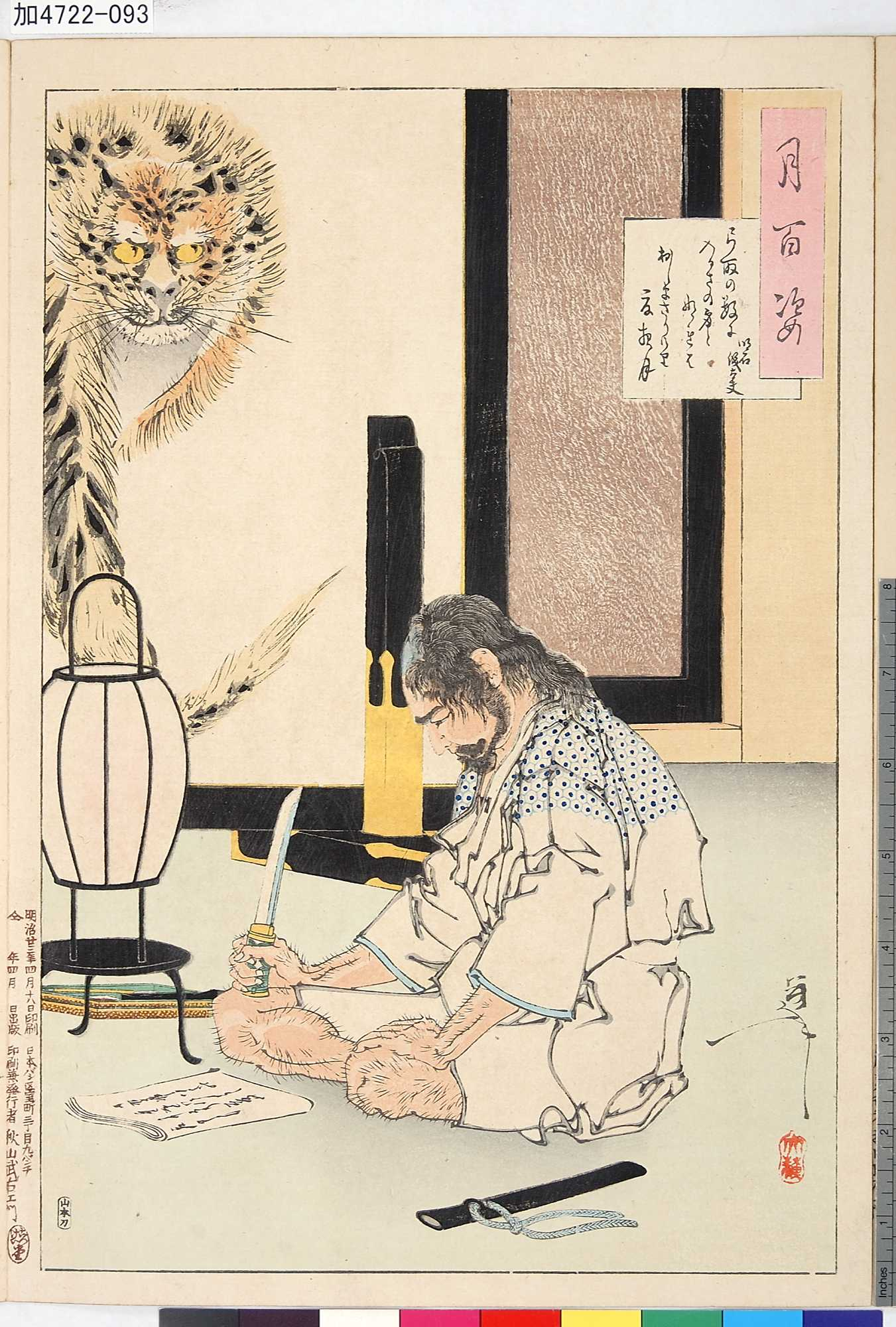
Tướng Akashi Gidayu chuẩn bị tự mổ bụng sau khi thua trận bảo vệ chủ năm 1582. Ông vừa viết xong từ thế cú, có thể thấy ở góc phía trên.

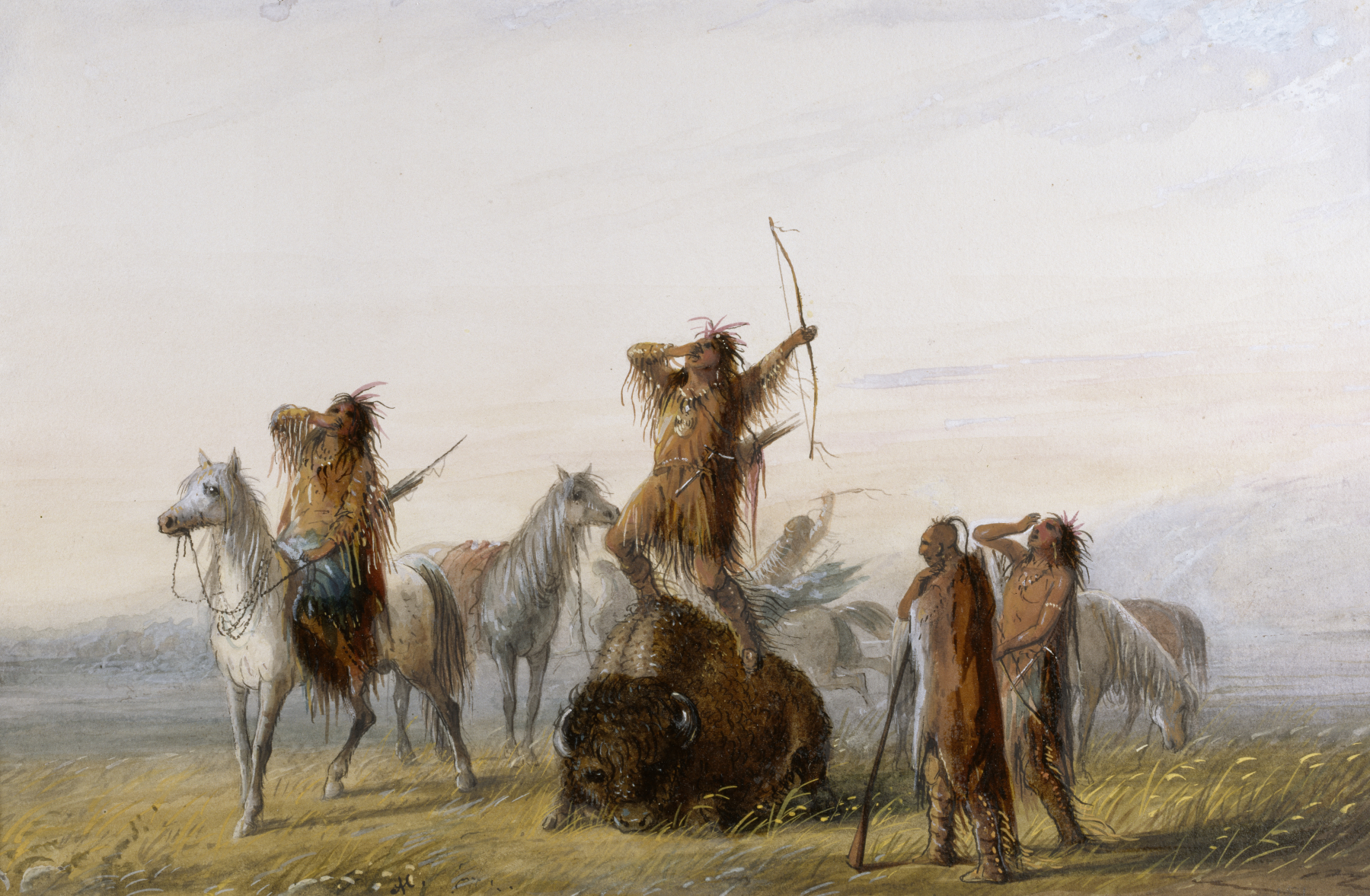
Những thợ săn người Mỹ đang đứng xung quanh một con trâu trước khi dùng đòn ân sủng với nó.

Đòn ân huệ (Tiếng Pháp: goup de grâce) là đòn kết liễu một người hoặc con vật bị thương nặng để chấm dứt sự đau đớn của người hoặc con vật đó. Nó được coi như là một cái chết nhân đạo.
Nó có thể là giết hại dân thường hoặc một binh sĩ, bạn bè hay kẻ thù, có hoặc không có sự đồng ý của người bị thương. Khi một binh sĩ đang bị thương trong tình trạng không thể cứu chữa và đang chịu đau đớn. người đồng minh của họ sẽ chấp nhận từ bỏ người binh sĩ đó bằng một đòn ân sủng. việc này hay thường thực hiện bằng cách sử dụng súng bắn vào hộp sọ. Nhưng trong quá khứ, khi một samurai đã phạm lỗi sẽ tiến hành mổ bụng tự sát, có khi sẽ có người quan sát kết liễu họ bằng cách chặt đầu họ để nhanh chóng kết thúc cái chết đau đớn sau khi mổ bụng tự sát.